# Mahmud Tarzi

Mahmud Tarzi mit seiner Frau

Mahmud Tarzi (* 1865 in Ghazni, Afghanistan; † 22. November 1933 in Istanbul, persisch طرزی محمود) war ein afghanischer Intellektueller. Er gilt als „Vater des Journalismus“ und als Schlüsselfigur der Moderne in Afghanistan.

## Leben
Mahmud Tarzi kam 1865 in der Stadt Ghazni in Afghanistan zur Welt. Sein Vater Sardar Gholam Mohammad Tarzi war ein bekannter Dichter und der Anführer der Mohammedzai. 1881 ging die Tarzi-Familie während der Herrschaft von Abdur Rahman Khan ins Exil in die Türkei. Auf einer zweiten Reise nach Damaskus heiratete Mahmud Tarzi die Tochter von Scheich Saleh Al Mossadiah, ein Muezzin der Amawia Moschee. Tarzi lebte bis zu seinem 35. Lebensjahr in der Türkei. Dort lernte er Dari, Paschtu, Türkisch, Französisch, Arabisch und Urdu. Emir Abdur Rahman Khans Nachfolger Habibullah Khan bat die Tarzi-Familie zur Rückkehr nach Afghanistan. Seine in Damaskus geborene Tochter Khairiah Khanum heiratete 1914 in Kabul Amanullah Khan, von 1919 bis 1926 Emir, dann von 1926 bis 1929 König von Afghanistan.

## Journalismus und Poesie

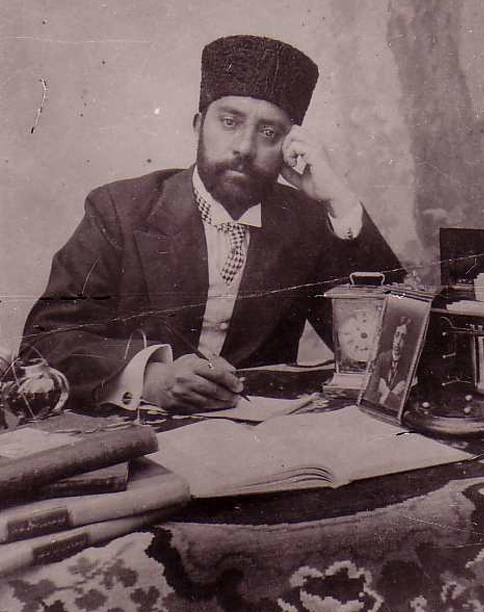
Mahmud Tarzi beim Bearbeiten der Zeitung Seraj Al-Akhbar

Zu den frühesten Arbeiten Mahmud Tarzis zählt der Reisebericht Sayahat-Namah–e Manzum. Weiterhin gründete er die Zeitung Seraj- al Akhbar, die von Oktober 1911 bis Januar 1919 zweimal wöchentlich erschien und für die afghanische Moderne eine wichtige Rolle spielte. Die Zeitung diente ebenfalls als Forum für kleine afghanische Gruppen und als ethische Rechtfertigung für die Prinzipien des afghanischen Nationalismus. Mahmud Tarzi brachte auch die Zeitung Seraj al Atfal heraus, die sich an die afghanische Jugend richtete. Tarzi war zudem der erste afghanische Übersetzer englischer und französischer Romane sowie vieler weiterer europäischer Werke, wie zum Beispiel In 80 Tagen um die Welt, 20.000 Meilen unter dem Meer, und Die geheimnisvolle Insel sowie die Geschichte des zweiten Russisch-Japanischen Krieges. Tarzi veröffentlichte neben Aufsatzsammlungen das Buch Der Garten der Erkenntnis sowie den Roman Reise durch drei Kontinente in 29 Tagen (Travel Across Three Continents in Twenty-Nine Days).

## Politik
Mahmud Tarzi gilt als afghanischer Nationalist. Unter seinem Schwiegersohn Emir Amanullah Khan wurde er Minister für auswärtige Angelegenheiten. Von 1922 bis 1924 war Tarzi Gesandter in Frankreich. Während der Regierungszeit Emir Habibullah Khans und Emir Amanullah Khans besetzte Tarzi wichtige staatliche Positionen. So arbeitete er als Berater und Leiter des Außenministeriums. Tarzi ist ein gutes Beispiel für die Reformen der afghanischen Gesellschaft zu Beginn des 20. Jahrhunderts. Er gilt als treibende Kraft hinter Emir Habibullah Khan, der soziale Reformen insbesondere im Bereich der Bildung durchsetzte, die zu einer Modernisierung der teilweise noch mittelalterlichen Schulen führten.
Ghobar schreibt in seinem Buch Afghanistan „Dar Masir e Tarikh“, dass Mahmud Tarzi und selbst der König Amanullah die Realität in Afghanistan aus den Augen verloren hatten und Afghanistan von der Türkei nicht unterscheiden konnten. Der Traum eines modernen Afghanistans scheiterte schnell, da König Amanullah politisch nicht erfahren genug war. Erschwerend kam hinzu, dass M. Tarzi, der Mentor des Königs, 35 Jahre lang außerhalb Afghanistans gelebt hatte und daher die Verhältnisse im Land nicht kannte.

## Afghanistans Unabhängigkeit
Tarzi leitete die Bewegung der jungen Mashroota Khwah. Dies führte zur Wiederbelebung der ersten unterdrückten Bewegung, bei der Tarzi als hoher Berater diente.

## Tod
Viele Pläne Tarzis wurden nicht in die Tat umgesetzt. Nach dem Wirken bei Emir Amanullah Khan gingen Tarzi und seine Familie zurück in die Türkei, wo er am 22. November 1933 in Istanbul starb.